# Ertholmene
Ertholmene (šve: Ärtholmarna) je danska skupina otoka u Baltičkom moru. Nalaze se 20 km sjeveroistočno od otoka Bornholma, te su najistočniji danski teritorij. Ertholmene se sastoji od tri otoka Christiansø (22,3 ha), Frederiksø (4 ha) i Græsholma (11 ha). 
Prema podacima iz 2021. godine na otocima živi 89 stanovnika na 39 hektara, dva naseljena otoka su Christiansø i Frederiksø.

## Vanjske poveznice
- Informacije o otoku

### Ostali projekti
|  | Zajednički poslužitelj ima još gradiva o temi Ertholmene |